# Diamond DA40
Il Diamond DA40 Star è un aereo da turismo monomotore, ad elica ed ala bassa prodotto dall'azienda austriaca Diamond Aircraft Industries GmbH negli anni novanta, caratterizzato da una struttura realizzata in materiali compositi.
Indirizzato originariamente al mercato dell'aviazione generale, è stato adottato anche da alcune aeronautiche militari come aereo da addestramento basico.

## Utilizzatori

### Civili
Italia
- Urbe Aero Flight Academy

7 DA40 NG consegnati.

### Militari
Australia
- RAAF

8 DA40 NG utilizzati dagli cadetti della RAAF, la cui manutenzione, come i PC-9A, è affidata alla Airflite.
 Austria
- Luftstreitkräfte

4 DA40 NG ordinati ad agosto 2017, con i primi due esemplari consegnati il 3 maggio 2018. Ultimi due esemplari consegnati il 19 settembre 2018.
 Bangladesh
- Bānglādēśh Sēnābāhinī

4 DA 40NG consegnati a partire dal novembre 2019.
 Bolivia
- Fuerza Aérea Boliviana

9 DA-40-180CS consegnati, al gennaio 2017, risultano essere tutti operativi.
 Giamaica
- Jamaica Defence Force Air Wing

4 DA 40FP consegnati, 2 in servizio all'ottobre 2020.
 Marocco
- Aeronautica militare del Marocco

2 DA40 consegnati.
 Stati Uniti
- USAF

54 DA40 denominati T-52A in servizio a tutto il 2017.
 Thailandia
- Kongthap Akat Thai

8 DA40NG consegnati a dicembre 2020.
 Venezuela
- Aviación Militar Venezolana

24 DA 40NG acquistati nel febbraio del 2014, con consegne iniziate nel luglio successivo e completate nell'aprile del 2015.